# Diary of the Dead
Diary of the Dead (en Hispanoamérica y España El diario de los muertos) es una comedia negra de terror dirigida por George A. Romero en 2007. Aunque se trata de una producción independiente, a cargo de las compañías Artfire Films y Romero-Gunwald Productions, el estreno en cine estuvo a cargo de Dimension Films (15 de febrero de 2008) y el lanzamiento en DVD por The Weinstein Company (20 de mayo de 2008).

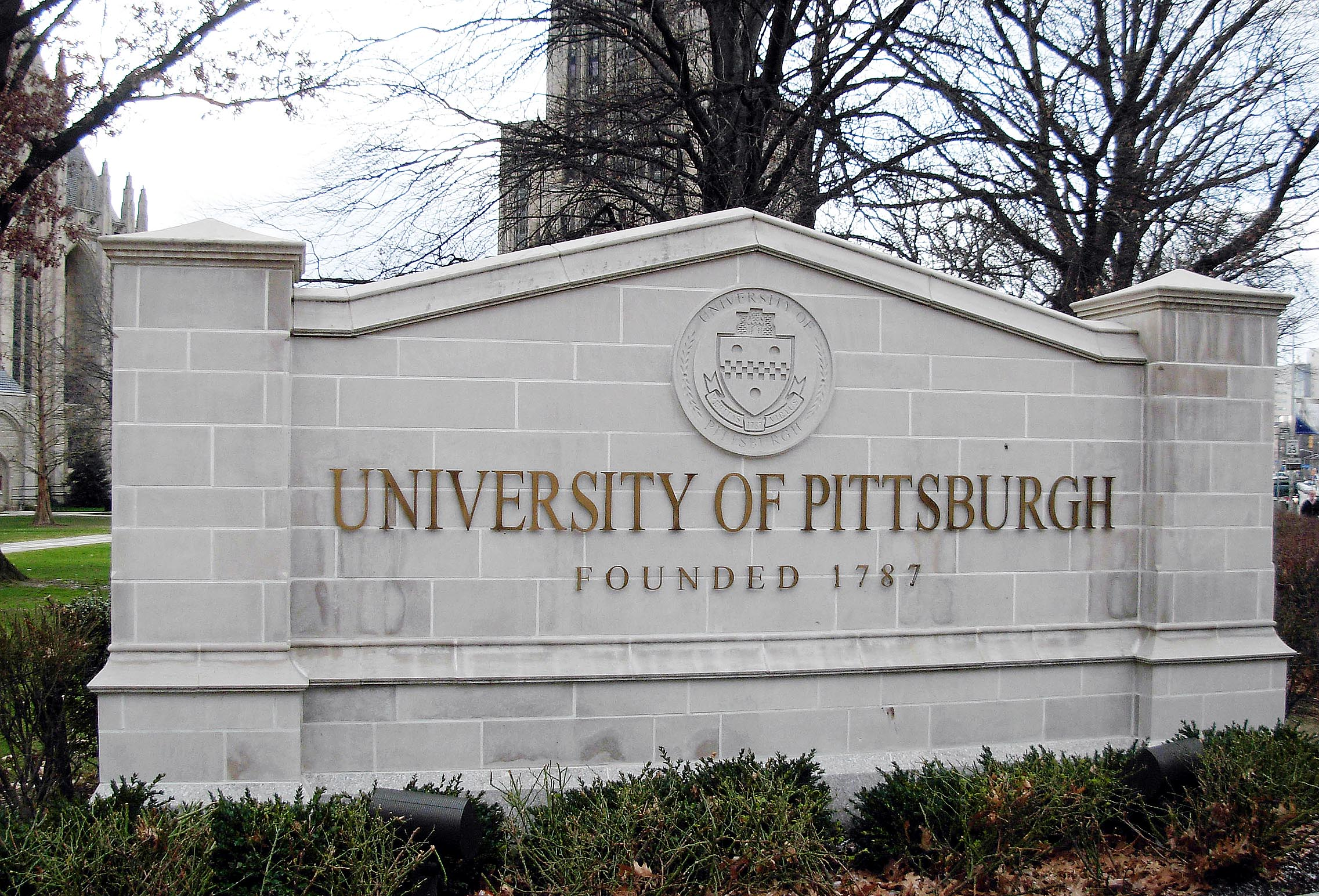
Aunque el rodaje de Diary of the Dead se realizó en Canadá sus personajes protagonistas principales proceden de la Universidad de Pittsburgh

Se trata de la quinta película de la saga dedicada a los zombis dirigida por Romero, después de La noche de los muertos vivientes (1968), Dawn of the Dead (1978), Day of the Dead (1985) y Land of the Dead (2005). Sin embargo no tiene una continuidad, ni supone una evolución significativa en la trama o personajes, con respecto a los temas tratados en el resto de la saga. En esta ocasión se trata de una nueva visión, con un nuevo enfoque técnico -que es el aspecto más novedoso de la película-, de los temas y el universo de la saga (apocalipsis zombi, sátira y crítica a la sociedad contemporánea, una parábola sobre los medios de comunicación en un mundo cada vez más global e interconectado etc.).

## Argumento

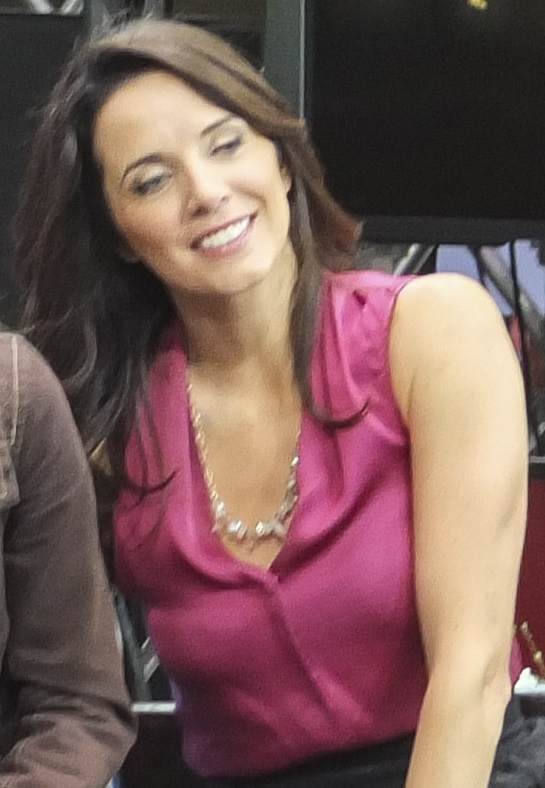
Michelle Morgan encarna a la presentadora de televisión Debra Moynihan en Diary of the Dead

La película comienza con imágenes de una cámara de noticias y una reportera, que están cubriendo una historia sobre un hombre inmigrante que quiere matar a su esposa y a su hijo antes de suicidarse. El hijo y la esposa se convierten en zombis y matan al personal médico que se encuentra en el lugar y a varios agentes de policía. La reportera ha sido mordida por los zombis antes de que los maten y uno de los médicos queda a su cargo. Todos gritan asustados e intentan escapar. La narradora, Debra Moyniham (Michelle Morgan), explica a los televidentes que la mayor parte del material grabado en la cámara, no llegó a transmitirse.
La trama prosigue para presentarnos a un grupo de jóvenes realizadores de cine, estudiantes de la Universidad de Pittsburgh, quienes se dirigen al bosque con la intención de grabar una película de terror. Los acompaña su asesor académico, Andrew Maxwell (Scott Wentworth). Mientras se van acomodando en el lugar donde van a efectuar el rodaje escuchan la noticia de que se está produciendo una inexplicable serie de disturbios y asesinatos masivos. Dos los de los estudiantes, Ridley (Philip Riccio) y Francine (Megan Park), deciden abandonar al grupo. 
Mientras tanto el director del proyecto, Jason Creed (Joshua Close), localiza a su novia Debra, la narradora que apareció al comienzo de la película. Como ella no puede ponerse en contacto con su familia, preocupada por las noticias que alertan de los disturbios y asesinatos, ambos deciden viajar a la casa de sus padres en Scranton, Pensilvania. Mientras tanto deciden rodar todas las escenas posibles, con los equipos de filmación que disponen, para documentar lo que está sucediendo. 

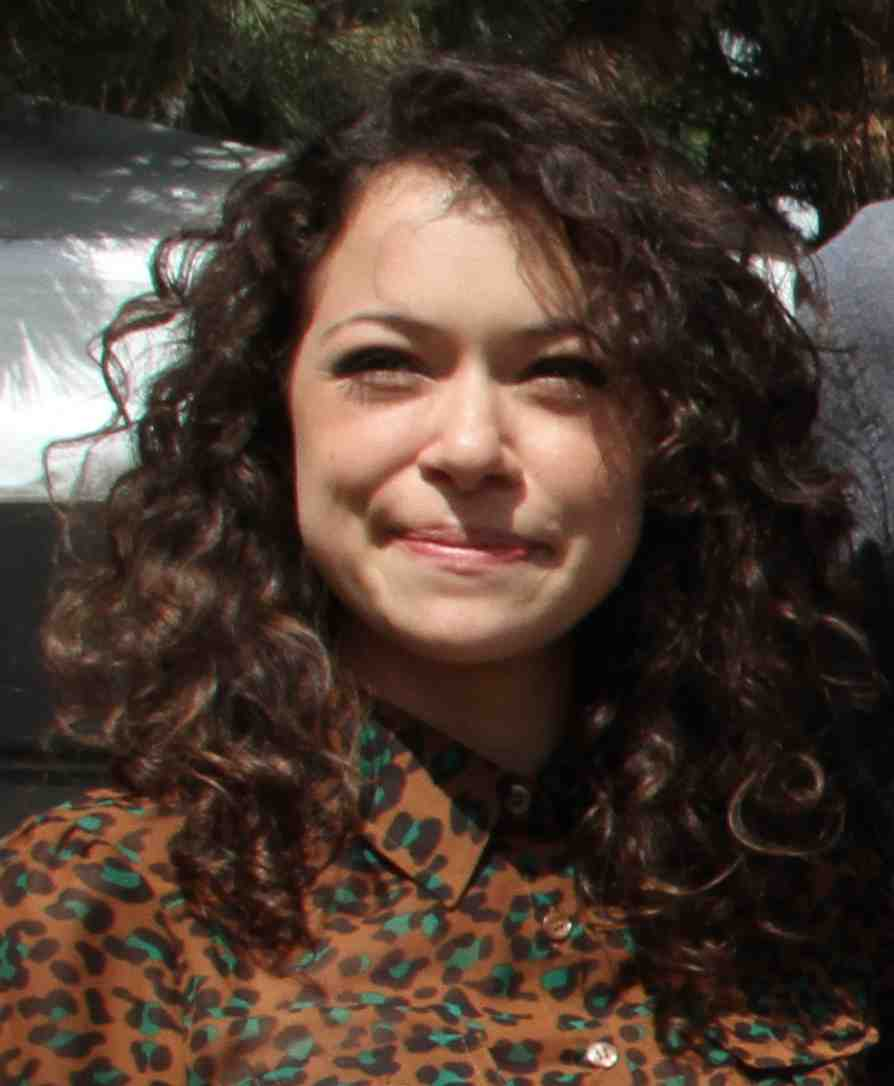
Tatiana Maslany interpreta a Mary Dexter

Otra de las estudiantes del proyecto, Mary (Tatiana Maslany), se enfrenta a un grupo de zombis reanimados que la atacan: uno vestido de policía y otros tres más que se encontraban en la carretera. El grupo se detiene y Mary, conmocionada, intenta suicidarse. Sus amigos lo impiden y la llevan a un hospital, momento en que el grupo se encuentra en su interior a los zombis reanimados y se percatan de la gravedad de la situación. Luchando por sobrevivir prosiguen camino a Scranton para localizar a los padres de Debra. 

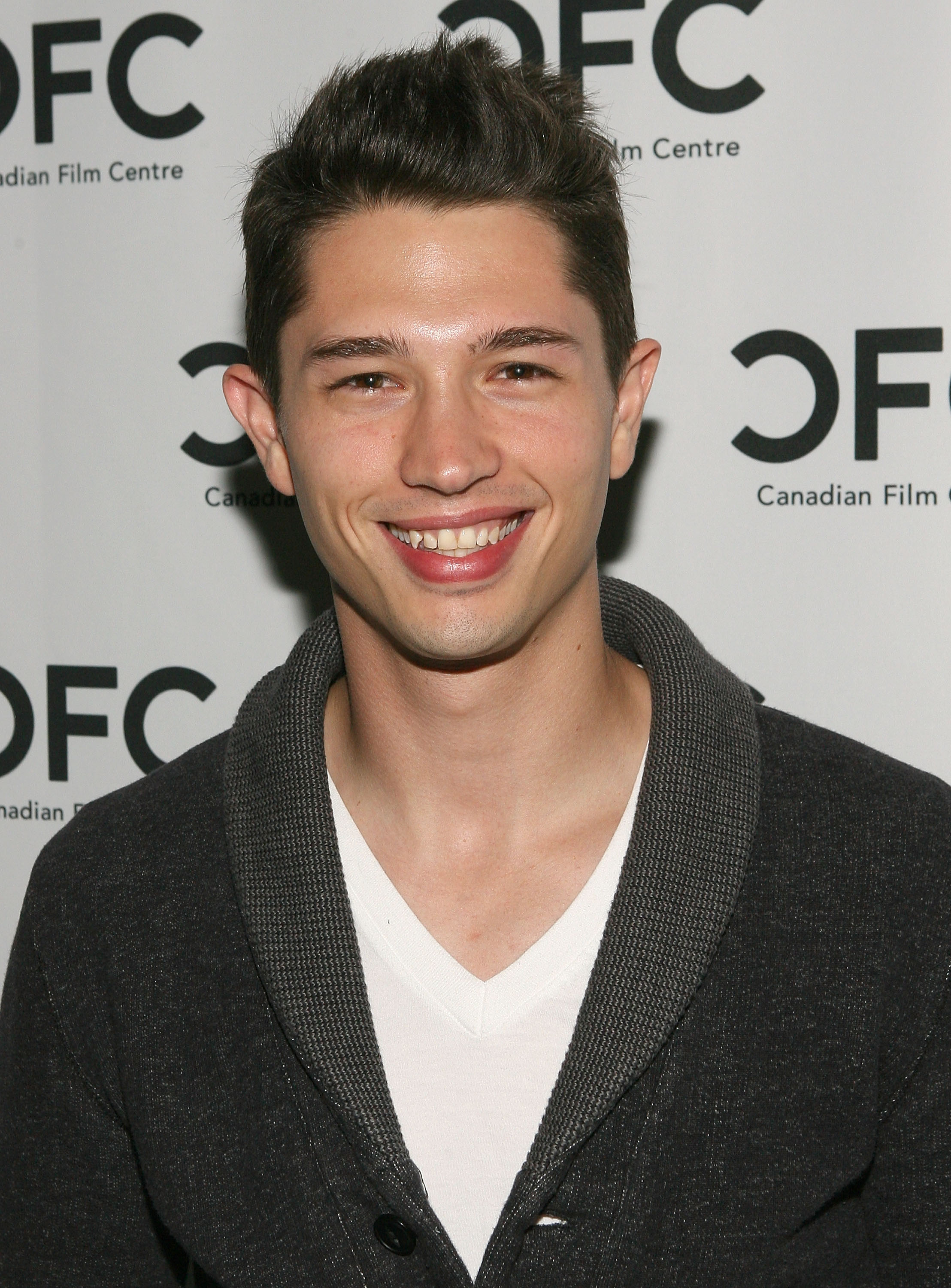
Joe Dinicol es Eliot Stone: uno de los estudiantes participantes del proyecto cinematográfico

Mary finalmente se convierte en un zombi y Andrew Maxwell la asesina. Gordo Thorsen (Chris Violette) es mordido por un zombi y aunque su novia Tracy (Amy Lalonde) prohíbe a los demás que le disparen, más tarde se ve obligada a dispararle ella misma. Todos gritan asustados pero súbitamente se encuentran con que el vehículo en que viajan se avería y está con poco combustible. La ocasión la aprovechan unos zombis que están en las inmediaciones para atacarlos, mientas que Tracy intentar arreglar el vehículo con la ayuda de Samuel, un hombre sordo de la comunidad Amish. Antes de escapar Samuel es mordido y, utilizando una guadaña, se mata a él mismo y a su atacante.
El grupo logra llegar a Scranton y se encuentran con un grupo armado de supervivientes, liderados por un miembro de la Guardia Nacional, que los detienen. Allí Debra logra recibir una comunicación de su hermano menor, avisándole de que él y sus padres estaban acampados en Virginia Occidental cuando sucedieron los primeros ataques y que en ese momento están camino de vuelta a casa. Los estudiantes salen de la casa de Debra con la convicción de que la única fuente fiable de información ahora es Internet y los blogueros. Otros miembros de la Guardia Nacional los detienen fuera de la casa para robarles las cosas dejándoles solamente sus armas. 
La situación en la mansión de Ridley, que es el siguiente lugar al que acuden dado que piensan que será más seguro, es en cambio dantesca: sus padres, personal, mayordomos y Francine murieron y fueron enterrados en la parte trasera. Ridley le muestra a Debry que Tony fue quien enterró a sus padres, al personal y a Francine, poniéndolos en una piscina. Ridley, horrorizado, abandona a Debra y Tony y se da cuenta de que había sido mordido por un zombi. Ridley muere, regresa como un zombi, y logra matar a Eliot y atacar a Tracy y a Jason. Jason es capaz de distraer a Ridley el tiempo suficiente para que Tracy escape, y esta lo insulta hasta que abandona al grupo. Enojada, se va de la casa y sale de la ciudad. 
Los supervivientes restantes se enconden en lugares cerrados y aparentemente seguros en el interior de la casa, menos Jason, que dejó al grupo para seguir grabando escenas. A continuación Ridley, infectado y zombificado, lo ataca. Maxwell se acerca, dispuesto a matarlo con una espada antigua, y Debra mata a Jason avisándo que continuará grabando el final de la película. Sin embargo, un gran número de zombis comienza a atacar la mansión, obligando a los superviventes a refugiarse en la habitación del pánico.
Al final de la película Debra observa una grabación de Jason sobre una partida de caza en la que se dispara a la gente que se convertirían en zombis como blancos de tiro, preguntándose si la raza humana es digna de ser salvada.

## Reparto
- Shawn Roberts - Tony Ravello
- Joshua Close - Jason Creed
- Michelle Morgan - Debra Moynihan
- Joe Dinicol - Eliot Stone
- Scott Wentworth - Andrew Maxwell
- Philip Riccio - Ridley Wilmott
- George Buza - Ciclista
- Amy Lalonde - Tracy Thurman
- Tatiana Maslany - Mary Dexter
- R .D. Reid - Samuel
- Tino Monte - Locutor de noticias
- Megan Park - Francine Shane
- Martin Roach - Desconocido
- Alan van Sprang - Coronel
- Matt Birman - Zombi soldado
- Laura DeCarteret - Bree
- Janet Lo - Mujer asiática
- Rebuka Hoye - Zombi
- Todd William Schroeder - Brody
- Alexandria DeFabiis - Zombi
- Nick Alachiotis - Fred
- George A. Romero - Jefe de policía
- Boyd Banks - Heraldista
- Gregory Nicotero - Zombi cirujano
- Chris Violette - Gordo Thorsen

Adicionalmente los directores Quentin Tarantino, Wes Craven y Guillermo del Toro, el actor Simon Pegg y el escritor Stephen King colaboran aportando sus voces.

## Producción

### Preproducción
La quinta película de la saga de los zombis dirigida por Romero presenta notables diferencias con respecto a las anteriores entregas. El director indicó que no se trata de ninguna secuela sino "un nuevo renacer del mito" utilizando medios como grabaciones de cámaras digitales, teléfonos móviles, videoblogs o cámaras de videovigilancia. Por ello, a pesar de la buena acogida de la anterior película, Land of the Dead (2005) producida por Universal, esta película es más modesta en presupuesto (2.750.000$) y recaudación (4.750.000$) al tener más marcado componente independiente.
El guion enfatiza, como en anteriores películas de la saga, la idea de que los zombis devoradores de carne no son necesariamente la peor pesadilla sino el comportamiento de los seres humanos, incapaces de cooperar para afrontar los problemas y carentes de empatía. En Diary of the Dead se satiriza el mundo y una sociedad enferma, sobrecargada de información, cámaras y pantallas, cuyos seres humanos, obsesionados, son capaces de abandonar a su suerte a un moribundo si logran con ello capturar las mejores imágenes. Esa escala de valores es la que Romero critica de forma mordaz.
El reparto cuenta con un elenco de jóvenes actores y actrices, acordes al estilo de la película "cámara en mano" y proyecto estudiantil que se muestra en pantalla. No obstante figuran algunos cameos, como el del propio director, encarnando a un jefe de policía y participaciones estelares como las voces de directores como Quentin Tarantino o Wes Craven. La inclusión del actor Boyd Banks, participante en la adaptación de Dawn of the Dead (Zack Snyder, 2004), parece ser un guiño de Romero a Snyder porque en la película de Snyder, Banks encarnaba a uno de los supervivientes que llega en el camión. Sin embargo Banks también aparece en Land of the Dead, dirigida por Romero, interpretando a uno de los zombis principales: el carnicero. 

### Rodaje
En agosto de 2006 Romero dio a conocer la fecha de inicio del rodaje, que se desarrollaría con un plan previsto de cuatro semanas, en Toronto (Canadá). La filmación, utilizando cámaras Panasonic HDCAM HDX-90 y HVX-200, comenzó el 16 de octubre y finalizó el 17 de noviembre de 2006. La película cuenta con una amplia utilización de imágenes generadas por ordenador porque dicha técnica permite un rodaje más rápido y la posibilidad de añadir posteriormente efectos especiales. 
El tono general de la película es la de un falso documental que muestra imágenes rodadas con cámara en mano en tomas largas y trabajadas posteriormente en la sala de montaje. Es un recurso similar al mostrado en películas como Cloverfield (Matt Reeves, 2008), REC (Jaume Balagueró y Paco Plaza, 2007) o The Blair Witch Project (Daniel Myrick y Eduardo Sánchez, 1999). De hecho, al comienzo del metraje no figura el nombre de la película, dado que la trama se centra en una ficticia película filmada por estudiantes. Sólo se indica "Una película de Jason Creed, La muerte de los muertos". El nombre Diary of Dead aparece en los créditos con el nombre del director. No obstante se pueden encontrar guiños a otras películas de la saga: en el tramo final de la película que se desarrolla en la mansión de Ridley se escucha una radio encendida cuyo locutor afirma "They're eating the flesh" (una grabación extraída de La noche de los muertos vivientes original).

## Estreno
La película llegó a los cines el 22 de febrero de 2008. Previamente participó en varios festivales del género como el Festival de Sitges o el Screamfest Horror Film Festival. Pero también fue proyectado en el Festival Internacional de Cine de Toronto o en el Festival de Sundance. 
Aunque las compañías productoras autorizaron la secuela de Diary of the Dead, debido a su positva recepción comercial, Romero dijo que era imposible hacerlo ya que necesitarían a los mismos actores.

## Recepción
Si se compara con otras películas de la saga Diary of the Dead ha tenido una menor aceptación positiva por parte de los espectadores. La puntuación en FilmAffinity, basada en 5.755 votos, es de 5 sobre 10. IMDb con 45.034 puntuaciones de sus usuarios le concede una puntuación de 5,6 sobre 10. Metacritic, compilando 29 críticas profesionales, le otorga una puntuación de 62 sobre 100.

"¿No va siendo el momento de reconocer el mérito de Romero? No creo que sea casualidad que personalidades como Stephen King, Tarantino o del Toro (...) lo consideren un maestro. Lo es (…) Puntuación: ★★★½ (sobre 4)."
Peter Travers (Rolling Stone) 

En Rotten Tomatoes tiene una calificación de "fresco" para el 62% de los críticos profesionales basada en 130 opiniones y del 41% de las 27.223 valoraciones de los usuarios del portal.

"La secuencia de apertura de noticias es impactante. Pero a partir de ahí... bueno, ¿qué más se puede decir sobre el género zombie y sus metáforas para nuestra sociedad de muertos vivientes?."
Peter Brandshaw (The Guardian) 